# Kościół Najświętszego Serca Pana Jezusa w Rybniku (Boguszowice Stare)
Kościół Najświętszego Serca Pana Jezusa – rzymskokatolicki kościół parafialny należący do dekanatu Boguszowice archidiecezji katowickiej. Znajduje się w rybnickiej dzielnicy Boguszowice Stare.
Budowa nowej murowanej świątyni została rozpoczęta jesienią 1929 roku. Kościół został zbudowany w stylu neobarokowym. Projekt architektoniczny i konstrukcyjny został opracowany przez architekta Józefa Rosoła z Paruszowca. Wyposażenie wnętrza zostało zaprojektowane przez profesora Edmunda Czarneckiego z Katowic. W świątyni znajdują się interesujące polichromie, na których są przedstawione sceny biblijne, powstałe w latach 1959-1960. Budowla została pobłogosławiona w dniu 19 maja 1935 roku. Konsekrowana została w dniu 10 września 1960 roku przez biskupa Herberta Bednorza.